# مسلم مبارك
مسلم مبارك الماس، من مواليد 1 يناير 1985 في العراق، لاعب كرة قدم عراقي.
بدأ مسيرته الكروية مع نادي الميناءالبصري موسم 2000-2001 وبعدها اتجه إلى نادي الزوراء في عام 2004 واستمر مع النوارس حتى عام 2006 محرزا مع النوارس لقب الدوري .ثم انتقل إلى [[نادي اربيل موسم 2007-2008 واستمر مع القلعة الصفراء حتى عام 2012 ، بالتحديد مع نادي اربيل الرياضي احرز بطولة الدوري مرتين متتالية وبعدها احرز اللقب موسم 2011-2012 ليلتحق مع نادي الشرطة لموسم واحد ويساعد بذلك الفريق لاحراز اللقب الغائب عن خزائن النادي لمدة 15 عام وفي الموسم الحالي شد رحاله صوب نادي الطلبة...
....انجازاته...الدوري العراقي 5 مرات(2006-2008-2009-2012-2013)

## روابط خارجية
- مسلم مبارك على موقع قاعدة بيانات كرة القدم.إي يو (الإنجليزية)
- مسلم مبارك على موقع ناشيونال فوتبول تيمز (الإنجليزية)
- مسلم مبارك على موقع Soccerway.com (الإنجليزية)
- مسلم مبارك على موقع عالم كرة القدم.نت (الإنجليزية)
- مسلم مبارك على موقع كووورة